# Farmerville
Farmerville és una població dels Estats Units a l'estat de Louisiana. Segons el cens del 2000 tenia 3.808 habitants.

## Demografia
Segons el cens del 2000, Farmerville tenia 3.808 habitants, 1.366 habitatges, i 932 famílies. La densitat de població era de 266,8 habitants/km².
Dels 1.366 habitatges en un 33,9% hi vivien nens de menys de 18 anys, en un 35,8% hi vivien parelles casades, en un 28,9% dones solteres, i en un 31,7% no eren unitats familiars. En el 28% dels habitatges hi vivien persones soles l'11,1% de les quals corresponia a persones de 65 anys o més que vivien soles. El nombre mitjà de persones vivint en cada habitatge era de 2,53 i el nombre mitjà de persones que vivien en cada família era de 3,11.
Per edats la població es repartia de la següent manera: un 28,8% tenia menys de 18 anys, un 10,3% entre 18 i 24, un 24,9% entre 25 i 44, un 18,8% de 45 a 60 i un 17,2% 65 anys o més.
L'edat mediana era de 34 anys. Per cada 100 dones de 18 o més anys hi havia 76,7 homes.
La renda mitjana per habitatge era de 23.598 $ i la renda mitjana per família de 26.756 $. Els homes tenen una renda mediana de 26.798 $ mentre que les dones 19.250 $. La renda per capita de la població era de 12.258 $. Entorn del 23,3% de les famílies i el 30% de la població estaven per davall del llindar de pobresa.

## Poblacions més properes
El següent diagrama mostra les poblacions més properes.